# Scouts et Guides de France
Los Scouts et Guides de France (SGdF), en español: Scouts y Guías de Francia, es la principal asociación del escultismo francés reconocida por la Organización Mundial del Movimiento Scout, resultado de la fusión de Scouts de Francia y Guías de Francia realizada en el 2004. Es una asociación católica pluralista y abierta a todos reconocida como un « Movimiento de educación popular » por el Ministerio de la salud, la juventud y los deportes (Francia). La asociación cuenta con 75 mil miembros beneficiarios, 20 mil adultos voluntarios y 122 empleados. 

## Jamborees organizados
- 28 al 31 de julio de 2006 : Quel Talents (Qué Talentos)  - 1.º Jamboree Nacional Scouts y Guías.

- Julio de 2010 : Cité Cap - 1er encuentro nacional Pioneros y Carabelas.

- 27 al 31 de julio de 2012 : Vis Tes Rêves! (Vive tus sueños)- 2do encuentro nacional de la rama Scouts y Guías en Jambville.

- 5 y 6 de abril de 2014 : De notre mieux! (Lo mejor que tenemos) 1er encuentro nacional de lobatos y lobeznas.
- 16 al 23 de julio de 2015 : You're Up! 2do encuentro nacional Pioneros y Carabelas en Estrasburgo.
- 22 al 26 de julio de 2019: Connecte! 3er encuentro nacional de la rama Scouts y Guías en Jambville.

## Pedagogía

### Proyecto educativo
El proyecto educativo de los Scouts y Guías de Francia propone a las jóvenes y niños «un espacio de vida que responda a su necesidad de soñar, de actuar, de desarrollar sus proyectos, de vivir en comunidad, de dar sentido a su vida», y los invitan a convertirse en  «ciudadanos del mundo, solidarios y responsables».
Este proyecto propone cuatro ejes de progreso. El desarrollo global de cada joven está orientado hacia :
- La construcción de su personalidad
- Educar a chicos y chicas
- La convivencia
- Vivir de una nueva manera el mundo

### Ramas
Los SGdF dividen las edades en 4 ramas. Cada rama consta de exactamente 3 años de duración, excepto la última que cuenta con 2, y los pases de una rama a otra solo se realizan finalizado el campamento de verano (julio o agosto). Los campamentos son de 1 o 2 semanas para louveteaux et Jeanettes. 2 semanas para Scouts et Guides, 2 o 3 semanas para Pionniers et Caravelles y 1 mes de servicio en el extranjero para los Compagnons. Al igual que lo propuesto por el método scout, toda rama está dividida en equipos entre 3 y 7 personas.

#### Louveteaux et jeannettes (8 a 11 años)
"Lobatos y lobeznas". La pedagogía se apoya sobre los Sylphes, personajes semi-humanos, semi-vegetales, que son los mensajeros de los árboles mágicos del Bosque, y que están presentados en un cuento : ¨La Leyenda del gran Árbol¨

#### Scouts et guides (11 a 14 años)
"Scouts y guías" de 11 a 14 años. Equipos miembros de una tribu. Cada miembro del equipo cumple un rol específico: Piloto(coordinador del equipo), entrenador, testigo(encargado de espiritualidad), arquitecto, intendente, artista(canciones y más). Los equipos tienen 1 año de duración, así cada miembro tiene un solo rol durante todo el año hasta el fin del campamento de verano. 

#### Pionniers et caravelles(14 a 17 años)
"Pioneros y carabelas" formados en caravanas subdivididas en equipos. Cada equipo cuenta con un ¨jefe de equipo¨, enlace entre el equipo y sus jefes. Otros roles son: documentación, intendencia, presupuesto, salud, comunicación, vida espiritual, hospedaje.
Los muchachos organizan los llamados ¨CAP¨: ¨Consevoir, Agir, Partager ¨ (diseñar, realizar, compartir). Actividad base de la rama. Son concretamente proyectos que se realizan en el año que responden a temas como: Solidaridad, marco internacional, evangelización, deporte, protección del medio ambiente, comunicación, fabricación.

#### Compagnons(18 a 20 años)
"Compañeros". Equipo que realiza su propio proyecto totalmente organizado por ellos mismos. Si bien cuentan con un acompañante, la misión de este es bien corta y puntual. Su etapa culmina con el viaje fuera de Europa de 1 mes de duración: 3 semanas de servicio y 1 semana de turismo.

## Anexos